# Toshiki Masuda
Pour les articles homonymes, voir Masuda (homonymie).
Toshiki Masuda (増田 俊樹, Masuda Toshiki), né le 8 mars 1991, est un seiyū japonais.

## Biographie
Masuda est né le 8 mars 1990 à Kure, préfecture de Hiroshima. Sa famille se compose de son père, de sa mère et d'un jeune frère. Il s'est intéressé à la comédie dès son plus jeune âge et a voulu devenir acteur vocal pendant le lycée après avoir regardé les séries animées Code Geass et Gurren Lagann, la dernière ayant piqué son intérêt pour ce domaine. En 2008, il déménage à Tokyo et entre dans le département de radiodiffusion du Tokyo Announce Gakuin Performing Arts College.
En 2009, il auditionne pour Musical : The Prince of Tennis et est sélectionné pour le rôle de Seiichi Yukimura, ce qui constitue son premier rôle. En septembre 2010, Masuda a décidé d'arrêter le théâtre pendant un certain temps et de se concentrer sur le doublage. Il a donc été transféré à la division des doublages de son ancienne agence, Space Craft. Il a commencé ses activités en tant que seiyū en octobre, en étant assistant sur l'émission de radio A & G Artist Zone 2h. En avril 2011, Masuda a décroché son premier rôle régulier dans une série d'animation, Yu-Gi-Oh! Zexal, en jouant Ryōga Kamishiro.
En octobre 2011, Masuda et son collègue seiyū Yoshimasa Hosoya jouent dans une émission de radio intitulée Hosoya Yoshimasa ・ Masuda Toshiki no Zenryoku Danshi, qui durera jusqu'au 31 mars 2013. En février 2012, Masuda et Hosoya forment également une unité appelée MaxBoys et sortent un CD.
En 2013, il prête sa voix au personnage principal Masayoshi Hazama/Samurai Flamenco dans la série Samurai Flamenco, tandis qu'en 2014, il prête sa voix à Chikara Ennoshita dans Haikyu !!!. En 2015, il incarne Ryuu Zaō dans Cute High Earth Defense Club Love ! et dans sa suite en 2016. En 2017, il décroche le rôle principal de Masahiro Setagawa dans Hitorijime My Hero.
Masuda est devenu indépendant en août 2018, après neuf ans sous la direction de Space Craft. Il a rejoint le label de disques Toy's Factory en novembre 2018 et le 6 mars 2019, Masuda lance son premier EP, This One. Le 8 janvier 2020, il a publié son premier album studio, Diver. Son deuxième album studio, origin, sort le 29 septembre 2021.

## Filmographie

### Séries d'animation
| Année | Titre                                                    | Rôle                              | Source |
| ----- | -------------------------------------------------------- | --------------------------------- | ------ |
| 2011  | Yu-Gi-Oh! Zexal                                          | Ryōga Kamishiro                   |        |
| 2011  | Voyage vers Agartha                                      | Villageois                        |        |
| 2012  | JoJo's Bizarre Adventure                                 | Soldat                            |        |
| 2012  | Yu-Gi-Oh! Zexal II                                       | Ryōga Kamishiro                   |        |
| 2013  | Ore no Kanojo to Osananajimi ga Shuraba Sugiru           | Shintani                          |        |
| 2013  | Pretty Rhythm: Rainbow Live                              | Kazuki Nishina                    |        |
| 2013  | Namiuchigiwa no Muromi-san                               | Masuda-kun                        |        |
| 2013  | Kimi no Iru Machi                                        | Takashi Yura                      |        |
| 2013  | Samurai Flamenco                                         | Masayoshi Hazama/Samurai Flamenco |        |
| 2014  | Noragami                                                 | Student A, Student B              |        |
| 2014  | Magical Warfare                                          | Tendo Ushiwaka                    |        |
| 2014  | Haikyū!!                                                 | Chikara Ennoshita                 | [ 4 ]  |
| 2015  | Ace of Diamond                                           | Gou Wakabayashi                   |        |
| 2015  | Binan Koukou Chikyuu Bouei-bu Love!                      | Ryuu Zaō                          |        |
| 2015  | Haikyū!! 2                                               | Chikara Ennoshita                 |        |
| 2015  | Kuroko's Basket (3e saison)                              | Koutarou Hayama                   |        |
| 2015  | One Punch Man                                            | Charanko                          |        |
| 2015  | Yamada-kun and the Seven Witches                         | Toranosuke Miyamura               |        |
| 2015  | Future Card Buddyfight 100                               | Ikazuchi                          |        |
| 2015  | Noragami Aragoto                                         | Abe                               |        |
| 2015  | Durarara!!x2 Ten                                         | Young Man                         |        |
| 2016  | B-Project: Kodou*Ambitious                               | Mikado Sekimura                   |        |
| 2016  | Grimgar of Fantasy and Ash                               | Ogu (ep 11)                       |        |
| 2016  | Endride                                                  | Emilio                            |        |
| 2016  | Kabaneri of the Iron Fortress                            | Kurusu                            |        |
| 2016  | My Hero Academia                                         | Eijiro Kirishima                  | [ 5 ]  |
| 2016  | Binan Koukou Chikyuu Bouei-bu Love! Love!                | Ryuu Zaō                          |        |
| 2016  | Fudanshi Kōkō Seikatsu                                   | Akira Ueda                        |        |
| 2016  | Handa-kun                                                | Tsukasa Komichi                   | [ 6 ]  |
| 2016  | Tsukiuta. The Animation                                  | Koi Kisaragi                      |        |
| 2016  | Touken Ranbu: Hanamaru                                   | Kashuu Kiyomitsu                  |        |
| 2016  | Haikyū!! Season 3                                        | Chikara Ennoshita                 |        |
| 2016  | And You Thought There Is Never a Girl Online?            | Battsu                            |        |
| 2016  | Battery                                                  | Enomoto                           |        |
| 2017  | Marginal#4: Kiss kara Tsukuru Big Bang                   | Atom Kirihara                     |        |
| 2017  | Inazuma Eleven: Ares                                     | Kira Hiroto                       |        |
| 2017  | My Hero Academia (2e saison)                             | Eijiro Kirishima                  |        |
| 2017  | Beyblade Burst God                                       | Violet Eye                        |        |
| 2017  | Hitorijime My Hero                                       | Masahiro Setagawa                 |        |
| 2017  | Nana Maru San Batsu                                      | Haruomi Konoe                     | [ 7 ]  |
| 2017  | Ikémen Sengoku: Toki wo Kakeru Koi                       | Tokugawa Ieyasu                   | ,      |
| 2018  | Zoku Touken Ranbu Hanamaru                               | Kashuu Kiyomitsu                  |        |
| 2018  | IDOLiSH7                                                 | Iori Izumi                        |        |
| 2018  | Darling in the Franxx                                    | 9'β                               | [ 10 ] |
| 2018  | Pop Team Epic                                            | Popuko (B part singing)           |        |
| 2018  | My Hero Academia (3e saison 3)                           | Eijiro Kirishima                  |        |
| 2018  | Inazuma Eleven: Ares no Tenbin                           | Hiroto Kira                       |        |
| 2018  | Gakuen Basara: Samurai High School                       | Tokugawa Ieyasu                   | [ 11 ] |
| 2018  | Gaikotsu Shotenin Honda-san                              | Yōsetsu Mask                      | [ 12 ] |
| 2018  | Hinomaru Sumo                                            | Akihira Kanō                      | [ 13 ] |
| 2018  | 1-nichi Gaishutsuroku Hanchō                             | Miyamoto (Black Suits)            | [ 14 ] |
| 2018  | Shinkansen Henkei Robo Shinkalion                        | Kairen                            | [ 15 ] |
| 2019  | The Price of Smiles                                      | Huey Malthus                      | [ 16 ] |
| 2019  | W'z                                                      | Midori                            | [ 17 ] |
| 2019  | B-Project: Zecchō Emotion                                | Mikado Sekimura                   |        |
| 2019  | King of Prism: Shiny Seven Stars                         | Kazuki Nishina                    |        |
| 2019  | Tejina Senpai                                            | Kimura                            |        |
| 2019  | Nande koko ni sensei ga!?                                | Rin Suzuki                        | [ 18 ] |
| 2019  | Ensemble Stars!                                          | Rei Sakuma                        |        |
| 2019  | Zoids Wild Zero                                          | Christopher Giller                | [ 19 ] |
| 2019  | My Hero Academia Season 4                                | Eijiro Kirishima                  |        |
| 2020  | A Destructive God Sits Next to Me                        | Aitsu                             | [ 20 ] |
| 2020  | L'Attaque des Titans: Dernière saison                    | Porco Galliard                    | [ 21 ] |
| 2020  | IDOLiSH7 Second Beat!                                    | Iori Izumi                        |        |
| 2020  | My Next Life as a Villainess: All Routes Lead to Doom!   | Sirius Dieke / Raphael Walt       | [ 22 ] |
| 2020  | Talentless                                               | Yōhei Shibusawa                   | [ 23 ] |
| 2020  | Tsukiuta. The Animation 2                                | Koi Kisaragi                      | [ 24 ] |
| 2021  | I-Chu: Halfway Through the Idol                          | Leon                              | [ 25 ] |
| 2021  | L'Attaque des Titans : The Final Season                  | Porco Galliard                    | [ 26 ] |
| 2021  | My Hero Academia Season 5                                | Eijiro Kirishima                  |        |
| 2021  | Pretty Boy Detective Club                                | Michiru Fukuroi                   | [ 27 ] |
| 2021  | My Next Life as a Villainess: All Routes Lead to Doom! X | Sirius Dieke / Raphael Walt       |        |
| 2021  | Peach Boy Riverside                                      | Hawthorn                          | [ 28 ] |
| 2021  | IDOLiSH7 Third Beat!                                     | Iori Izumi                        |        |
| 2021  | Megaton Musashi                                          | Yamato Ichidaiji                  | [ 29 ] |
| 2021  | Visual Prison                                            | Dmitri Romanee                    | [ 30 ] |
| 2022  | Rusted Armors: Daybreak                                  | Oda Nobunaga                      | [ 31 ] |
| 2022  | Tribe Nine                                               | Rankichi Umeda                    | [ 32 ] |
| 2022  | Heroines Run the Show                                    | Dai                               | [ 33 ] |
| 2022  | Hanabi-chan Is Often Late                                | Kumazawa                          | [ 34 ] |
| 2022  | Si je suis la Vilaine, autant mater le Boss final        | Cedric Jean Ellmeyer              | [ 35 ] |
| 2022  | Presque mariés, loin d'être amoureux.                    | Minami Tenjin                     | [ 36 ] |
| 2022  | My Hero Academia, saison 6                               | Eijiro Kirishima                  |        |
| 2023  | High Card                                                | Chris Redgrave                    | [ 37 ] |

### Original video animation (OVA)
| Year | Title                                           | Role                |
| ---- | ----------------------------------------------- | ------------------- |
| 2012 | Kimi no Iru Machi: Tasogare Kousaten            | Takashi Yura        |
| 2014 | Kimi no Iru Machi                               | Takashi Yura        |
| 2014 | Yamada-kun and the Seven Witches                | Toranosuke Miyamura |
| 2017 | Binan Koukou Chikyuu Bouei Bu Love! Love! Love! | Ryuu Zaō            |

### Original net animation (ONA)
| Year | Title                                       | Role            |
| ---- | ------------------------------------------- | --------------- |
| 2017 | Mobile Suit Gundam: Twilight AXIS           | Quentin Fermo   |
| 2018 | Chūsotsu Worker kara Hajimeru Kōkō Seikatsu | Makoto Katagiri |
| 2021 | Yoshimaho: Yoshi Yoshi Magic                | Kai             |
| 2022 | Kotaro Lives Alone                          | Shin Karino     |

### Films d'animation
| Year | Title                                                              | Role             |
| ---- | ------------------------------------------------------------------ | ---------------- |
| 2016 | King of Prism by Pretty Rhythm                                     | Kazuki Nishina   |
| 2017 | Kuroko No Basket Movie 2: Winter Cup Soushuuhen - Namida No Saki E | Kotaro Hayama    |
| 2017 | Kuroko No Basket Movie 3: Winter Cup Soushuuhen - Tobira No Mukou  | Kotaro Hayama    |
| 2017 | King of Prism: Pride the Hero                                      | Kazuki Nishina   |
| 2017 | Mobile Suit Gundam: Twilight Axis - Akaki Zan'ei                   | Quentin Fermo    |
| 2017 | Touken Ranbu: Hanamaru - Makuai Kaisouroku                         | Kashuu Kiyomitsu |
| 2018 | Midnight Crazy Trail                                               | Shout            |
| 2018 | My Hero Academia: Two Heroes                                       | Eijiro Kirishima |
| 2019 | Tannishō o Hiraku                                                  | Yuien            |
| 2019 | Koutetsujou no Kabaneri: Unato Kessen                              | Kurusu           |
| 2019 | My Hero Academia: Heroes Rising                                    | Eijiro Kirishima |
| 2020 | Kono Sekai no Tanoshimikata: Secret Story Film                     | Dai              |
| 2021 | My Hero Academia: World Heroes' Mission                            | Eijiro Kirishima |
| 2022 | Ensemble Stars!! Road to Show!!                                    | Rei Sakuma       |

### Jeux vidéo
| Année | Titre                              | Rôle                  | Console                                                            | Source |
| ----- | ---------------------------------- | --------------------- | ------------------------------------------------------------------ | ------ |
| 2015  | Tokyo Mirage Sessions ♯FE (Encore) | Caïn                  | Wii U, Nintendo Switch                                             | [ 47 ] |
| 2016  | Détective Pikachu                  | Simon Yen             | Nintendo 3DS                                                       | [ 47 ] |
| 2016  | Shin Megami Tensei IV: Apocalypse  | Hallejuah             | Nintendo 3DS                                                       | ,      |
| 2017  | Fire Emblem Heroes                 | Caïn, Shannan         | iOS, Android                                                       | [ 49 ] |
| 2018  | My Hero One's Justice              | Eijiro Kirishima      | PlayStation 4, Xbox One, Nintendo Switch, Microsoft Windows et PC  | [ 50 ] |
| 2019  | Yakuza 4 Remastered                | Masayoshi Tanimura    | PlayStation 4, Microsoft Windows, et Xbox One                      | [ 51 ] |
| 2019  | Fate/Grand Order                   | Mandricardo           | iOS, Android                                                       | [ 52 ] |
| 2020  | My Hero One's Justice 2            | Eijiro Kirishima      | PlayStation 4, Xbox One, Nintendo Switch, Microsoft Windows, et PC | [ 53 ] |
| 2023  | Project Engage                     | Emilio Romero Álvarez | iOS, Android                                                       | [ 54 ] |